# Montelepre
Montelepre – miejscowość i gmina we Włoszech, w regionie Sycylia, w prowincji Palermo.
Według danych na rok 2004 gminę zamieszkiwały 6123 osoby, 680,3 os./km².
W kontynuacji książki „Ojciec chrzestny”  Mario Puzo pt. „Sycylijczyk” jest to miasto rodzinne głównego bohatera Turiego Guiliano.
W Montelepre urodził się Salvatore Giuliano, sycylijski chłop i separatysta.